# Good Song
Good Song è un brano musicale del gruppo inglese dei Blur, pubblicato come singolo discografico estratto dall'album Think Tank nel 2003.

## Il brano
Il brano rappresenta il terzo singolo estratto dal settimo album in studio del gruppo, dopo Out of Time e Crazy Beat. Il brano, così come la maggior parte di quelli presenti nel disco, è stato realizzato senza il chitarrista Graham Coxon, che ha lasciato il gruppo durante le registrazioni. Il brano è stato registrato a Marrakech, in Marocco.

## Il video
La canzone è stata accompagnata da un video musicale animato diretto da David Shrigley e dal gruppo Shynola.

## Tracce
7"
1. Good Song
2. Morricone

CD
1. Good Song
2. Me, White Noise (alternative version)

## Formazione
- Damon Albarn - voce, chitarra
- Alex James - basso
- Dave Rowntree - batteria

## Classifiche
| Classifica (2003) | Posizione massima |
| ----------------- | ----------------- |
| Regno Unito       | 22                |